# Mouhakimisme
Het Mouhakimisme (Muhakkim Al'uwla)is een uitgestorven sekte binnen het kharidjisme. Deze sekte was mogelijk de eerst binnen de kharidjisme. Het einde kwam in de tijd van kalief Ali, de vierde kalief van de moslims. Na de veldslag met de kalief bleven er slechts tien van hun over. Zij vluchtten en stichtten een eigen groep. Dit waren degenen die betrokken waren bij het ongelovig verklaren van Ali en zijn metgezellen.